# Rio Baratu
O Rio Baratu é um rio da Romênia afluente do Rio Râuşorul, localizado no distrito de Argeş.